# لاوس
لاوس (باللاو: ສາທາລະນະລັດ ປະຊາທິປະໄຕ ປະຊາຊົນລາວ)، أو رسميا جمهورية لاوس الديمقراطية الشعبية، أو يشار إليه عادة باسم العامي للموانج لاو، هي بلد غير ساحلي في قلب شبه جزيرة الهند الصينية من البر الرئيسي جنوب شرق آسيا، ويحدها كل من ميانمار (بورما) والصين في الشمال الغربي، وفيتنام إلى الشرق، كمبوديا إلى الجنوب، وتايلاند إلى الغرب.
اليوم الحالي لاوس يتتبع الهوية التاريخية والثقافية لمملكة لان سانغ هوم خاو (المملكة من مليون الفيلة تحت المظلة الأبيض)، وهي مملكة كانت موجودة من القرن الثالث عشر إلى القرن الثامن عشر.. نظراً لموقعها الجغرافي المركزي لان شانج في جنوب شرق آسيا، وكانت المملكة قادرة على أن تصبح مركزاً شهيراً للتجارة البرية، لتصبح غنية اقتصاديا وكذلك من الناحية الثقافية. وفي عام 1707، انقسمت لان زانغ إلى ثلاث ممالك: لوانغ برابانغ وفيينتيان وشامباساك. وفي عام 1893، تم توحيد هذه الممالك تحت الحماية الفرنسية كجزء من الهند الصينية الفرنسية. وكانت لاوس تحت الإدارة اليابانية خلال الحرب العالمية الثانية، وحصلت على استقلالها في عام 1945 قبل أن تعود إلى الإدارة الفرنسية حتى حققت الحكم الذاتي في عام 1949. واستعادت البلاد استقلالها الكامل في عام 1953 باسم مملكة لاوس، مع ملكية دستورية تحت حكم سيسافانغ فونغ. وشهدت الحرب الأهلية من عام 1959 إلى عام 1975 معارضة الشيوعية الباثيت لاو، بدعم من فيتنام الشمالية والاتحاد السوفيتي، للقوات المسلحة الملكية اللاوية، بدعم من الولايات المتحدة. انتهت الحرب بتأسيس جمهورية لاو الديمقراطية الشعبية في عام 1975، وهي دولة ديمقراطية شعبية متحالفة مع الاتحاد السوفييتي حتى حله في عام 1991.
"تستند استراتيجيات طموحة للتنمية على توليد الكهرباء من الأنهار وبيع الطاقة لجيرانها، وهي تايلاند والصين، وفيتنام، وكذلك مبادرتها لتصبح" لاوس "الأمة مرتبطة الأرض، كما هو موضح من قبل التخطيط لأربعة خطوط السكك الحديدية الجديدة التي تربط لاوس لتلك الدول نفسها. هذا، جنبا إلى جنب مع نمو قطاع التعدين، وقد أشار لاوس إلى واحدة من منطقة شرق آسيا والمحيط الهادي أسرع الاقتصادات المتنامية من قبل البنك الدولي، مع نمو الناتج المحلي الإجمالي السنوي في المتوسط 7٪ خلال العقد الماضي.
وهو عضو في اتفاق آسيا والمحيط الهادئ للتجارة، ورابطة أمم جنوب شرق آسيا (آسيان)، قمة شرق آسيا والفرانكفونية. لاوس بطلب للحصول على عضوية منظمة التجارة العالمية في عام 1997؛ يوم 2 فبراير 2013، منحت العضوية الكاملة.

## أصل التسمية
تنطق لاوس باللغة المحلية موانج لاو (بلغة اللاو:ເມືອງລາວ) وتعني حرفيا باللغة المحلية «بلد الـ لاو».
وقد صاغ الكلمة الإنجليزية لاوس من قبل الفرنسيين، الذي وحد الممالك لاو ثلاثة في الهند الصينية الفرنسية في عام 1893، وأطلق عليها اسم البلد والجمع من المجموعة العرقية المهيمنة والأكثر شيوعا، والتي هي شعب لاوس. (باللغة الفرنسية، و«الصورة» النهائي في نهاية الكلمة عادة ما يكون صامتا، وبالتالي سوف تكون واضحة أنه «لاو»).
في لغة لاو، اسم البلاد هو «موانج لاو» (ເມືອງ ລາວ) أو «باثيت لاو» (ປະ ເທດ ລາວ): على حدّ سواء يعني حرفيا «لاو البلد».

## التاريخ

### ما قبل التاريخ
في عام 2009، تم العثور على جمجمة بشرية من كهف تام با لينغ في جبال أناميتي في شمال لاوس؛ يبلغ عمر الجمجمة 46000 عام على الأقل، مما يجعلها أقدم حفرية بشرية حديثة تم العثور عليها حتى الآن في جنوب شرق آسيا. تم العثور على قطع أثرية حجرية بما في ذلك أنواع هوابينهيان في مواقع يعود تاريخها إلى العصر البلستوسيني في شمال لاوس. تشير الأدلة الأثرية إلى أن مجتمعًا زراعيًا قد تطور خلال الألفية الرابعة قبل الميلاد،  وهو مجتمع ظهرت فيه الأشياء البرونزية حوالي عام 1500 قبل الميلاد، وكانت الأدوات الحديدية معروفة منذ عام 700 قبل الميلاد. تتميز الفترة التاريخية البدائية بالاتصال بالحضارات الصينية والهندية. ووفقًا للأدلة اللغوية وغيرها من الأدلة التاريخية، هاجرت القبائل الناطقة بالتاي جنوبًا غربًا إلى أراضي لاوس وتايلاند من قوانغشي في وقت ما بين القرنين الثامن والعاشر. 
يرجع تاريخ ما يُعرف حاليا بدولة لاوس إلى عشرة آلاف عام مضت، فقد كشفت أعمال التنقيب عن أدوات حجرية ومجموعة من الجماجم والهياكل العظمية البشرية، التي أكدت قدم تاريخ هذا البلد وعراقته، فقد كان الشعب اللاوسي من أوائل من استخدم الحديد في صناعة أدوات المعيشة.

### مملكة لان أكسانغ
مملكة لان أكسانغ أو لان زانغ أو ما يعني بلاد المليون فيل (لاو:ລ້ານຊ້າງ) (فترة الحكم: 1354م-1707م) يرجع امتداد لاوس تاريخيا إلى مملكة لان أكسانغ أولى المماليك اللاوسية الكبرى القديمة التي أسسها الملك فانغون الذي كان قد رحل إلى كمبوديا وهو طفل واستطاع الملك تأسيس البلاد عبر توحيد الدويلات الصغيرة التي كان يحكمها أمراء وكان الملك فانغون على رأس 10 آلاف جندي واستطاعت مملكة أكسانغ بناء نظام سياسي وعسكري جيد بالإضافة إلى بناء علاقات تجارية مع جيرانها وخاضت البلاد حروب معا فيتنام في (1478م-1479م) وسيام (1536م) وبورما (1571م-1621م). ومع ذلك استمر حكم المملكة حتى عام 1694م عندما حدثت منافسات على العرش وانقسمت المملكة في 1707م إلى ثلاث ممالك منفصلة هي (لوانغ فرابانغ، فيانتيان، شامباساك).

### مملكة شامباساك
مملكة شامباساك (1707م-1946م) تقع مملكة شامباساك بجنوب لاوس حاليّا وبعد تفكك مملكة لان ساكنغ انشقت المملكة وازدهرت المملكة في القرن الثامن عشر حتى ضعفت وخضعت للحكم التابع لمملكة سيام كمملكة تابعة لسيام حتى خضعت للإستعمار الفرنسي الذي ضمها لاحقا إلى لاوس .

### مملكة لوانغ فرابانغ
مملكة لوانغ فرابانغ (1707م-1949م) تشكلت المملكة بعد انقسام مملكة لان أكسانغ وكان يحكمها النظام الملكي وكانت تتميز بالضعف حيث اضطرت لدفع الجزية في أوقات مختلفة من عمرها إلى بورما وسيام واستمر حكمها حتى عام 1887م عندما هاجمها جيش العلم الأسود الذي دمرها وفي 1893م اضطرت المملكة لقبول الوصاية الفرنسية وأصبحت تابعة للمستعمرة الفرنسية الواقعة في الهند الصينية

### مملكة فيانتيان
مملكة فيانتيان (1707م-1828م) تشكلت المملكة بعد انقسام مملكة لان أكسانغ وكانت في المنطقة التي تعرف عليها كعاصمة جمهورية لاوس، استمر حكم المملكة حتى 1765م عندما خضعت المملكة وأصبحت تحت وصاية بورما  والتي استمرت حتى 1778م عندما اُحتلت بالكامل من قبل مملكة سيام.

شعار لاوس من 1949م إلى 1975م

### الفترة الاستعمارية
في أواخر القرن التاسع عشر ميلادي وبعد هجوم جيش العلم الأسود وتدمير مملكة لوانغ فرابانغ انضمت المملكة إلى المستعمرات الفرنسية في الهند الصينية بعد ذلك تم ضم مملكة شامباساك ومنحت مملكة فيانتيان حكمها خاصا كمستعمرة فرنسية وأصبحت هذه المنطقة مهمة لفرنسا  لم تمثل المستعمرة الفرنسية أكثر من 1% من مجمل الصادرات الفرنسية من المستعمرات الواقعة في الهند الصينية وقبل عام 1940م كان يعيش 400 شخص فقط من المواطنين الفرنسيين في لاوس  خلال الحرب العالمية الثانية وقعت المنطقة تحت الاحتلال الياباني لفترة قصيرة وأعلنت البلاد استقلالها في عام 1945م بعد هزيمة اليابان في الحرب لكن الجنرال شارل ديغول أعاد المنطقة للسيطرة الفرنسية وفي عام 1950م أعلنت لاوس كدولة داخل الاتحاد الفرنسي واستمر هذا الوضع حتى عام 1954م عندما مُنحت لاوس استقلالها الكامل وأصبحت دولة ملكية دستورية تحت حكم ملك مملكة فيانتيان.

### الاستقلال والحرب
بعد أن منحت اتفاقية جنيف استقلال لاوس عن الاستعمار الفرنسي واصلت بعثات عسكرية فرنسية مهام تدريب جيش لاو الملكي وفي 1955م شرعت وزارة الدفاع الأمريكية بعمل برنامج لدعم الجيش الملكي لسد الفراغ الفرنسي،
في عام 1960م قام ضابط بالجيش الملكي بعمل انقلاب ويسمى الكابتن كونغ لي وأطاح بالحكومة الموالية للغرب وطالب بحكومة محايدة قامت بعد ذلك حرب أهلية في البلاد استمرت عام كامل سيطر الضابط كونغ لي مدعوما بقوات الباتيت لاو على شمال لاوس وأعلن وقت إطلاق النار في عام 1961م لكن استمر القتال، خلال عام 1962م عقد مؤتمر دولي في جنيف بمشاركة 14 دولة واتفقت على تشكيل حكومة ائتلافية في لاوس
يكون الأمير سوفانافوما الذي يعتبر محايد رئيسًا لوزرائها وبمشاركة كل من الشيوعي الأمير سوفانوفونغ والماعدي للشيوعية الأمير بوناوم وضمنت الاتفاقية حياد لاوس في حرب فيتنام بإشراف دولي وأصرت الاتفاقية على خروج القوات الأجنبية من لاوس.
في عام 1963م انسحب الشيوعي الأمير سوفانوفونغ من الحكومة الائتلافية واندلع القتال من جديد بين الباتيت لاو المتركزين في شمال لاوس وقوات الحكومة في غرب لاوس، تلقى الباتيت لاو دعما من مستشارين عسكريين من الصين والاتحاد السوفييتي ومن آلاف الجنود من فيتنام الشمالية. أما قوات الحكومة الملكية فقد ساندتها قوات من تايلاند ومن فيتنام الجنوبية كما ساعدها مستشارون عسكريون من الولايات المتحدة. استمرت الحرب حتى عام 1970م عندما حققت قوات الباتيت لاو الشيوعية سيطرة كاملة على شرقي لاوس وانقهرت القوات الملكية فقط في غربي لاوس فقط .
دعمت القوات الشيوعية بقيادة الأمير سوفانوفونغ واعتبرت فيتنام الشمالية بلدا شقيقا وسمحت لقواتها بعمل طرق الإمدادات لحربها ضد جارتها فيتنام الجنوبية المدعومة من قبل الولايات المتحدة الأمريكية وخلال حرب فيتنام كانت فيتنام الشمالية تستخدم طريق هوشي منه الذي يعبر في لاوس وكمبوديا لنقل القوات والذخائر والمؤن إلى داخل فيتنام الجنوبية، وقامت طائرات الولايات المتحدة بقصف هذا الطريق ومناطق أخرى داخل لاوس. وفي عام 1971م قامت قوات فيتنام الجنوبية تدعمها قاذفات القنابل والطائرات المروحية الأمريكية بالعبور داخل لاوس لمهاجمة طرق التموين والإمداد الشيوعية.
في عام 1973م اتفقت حكومة لاوس مع الباتيت لاو على وقف لإطلاق النار، وعلى تشكيل حكومة ائتلافية. وفي عام 1974م أقيمت حكومةٌ جديدة كان سوفانا فوما رئيسًا لوزرائها وكان سوفانوفونغ رئيسا للهيئة الاستشارية. في عام 1975م قامت مظاهرات مؤيدة للشُّيوعيين فاستقال عددٌ كبير من موظَّفي الحكومة غير الشيوعيين وحَلّ محلهم شيوعيون. بهذا صارت الحكومة تحت سيطرة الشيوعيين. وفي الوقت ذاته بسطت قوات الباتيت لاو سيطرتها على مساحات كبيرة من البلاد.
انتهت حرب فيتنام في أبريل 1975م بسقوط فيتنام الجنوبية في أيدي الشيوعيين. وفي الشهر ذاته تَمكَّن الشيوعيون من السيطرة على كمبوديا. وفي وقت متأخر من السنة نفسها تنازل الملك عن عرشه، وسيطرت الباتيت لاو على لاوس التي أصبحت دولة شيوعية. ومنذ أن سيطر الشيوعيون على الحكم فَرَّ آلاف اللاوسيين من البلاد. وبعد ذلك بفترة وجيزة دخل خمسون ألفاً من القوات الفيتنامية إلى لاوس، وأصبح للفيتناميين نفوذ كبير على حكومة لاوس. وقد تقلد سوفانوفونغ منصبا فخريّا إلى حدّ كبير وهو منصب رئيس الدولة في ظل الحكومة الشيوعية ابتداءً من عام 1975م وحتى استقال في عام 1986م. سحبت فيتنام قواتها بين عامي 1988م و 1989م، وأجازت لاوس دستورها عام 1991م، وأصبح نوهاك فوسافان رئيسًا للبلاد بدءًا من عام 1992م.

## الحكومة والسياسة
لاوس بلد شيوعي اشتراكي جمهوري، ويعتبر حزب الشعب الثوري اللاوسي هو الحزب الوحيد المسيطر على السياسية والحكومة في جمهورية لاوس، يعتبر رئيس الجمهورية شوممالي سايغناسون هو رئيس الجمهورية وأيضا الأمين العام للحزب الحاكم، يرجع تاريخ استقلال لاوس إلى 11 مايو 1947م عندما أعلنت لاوس كدولة مستقلة من الاستعمار الفرنسي حتى تم تحويل الدولة للنظام الاشتراكي الشيوعي في عام 1975م

### السلطة التنفيذية
المنصب الرئيسي في الجمهورية هو رئيس الجمهورية الذي يتم انتخابة من قبل الجمعية الوطنية لمدة خمس سنوات ويعيّن رئيس الجمهوري رئيس مجلس الوزراء بعد موافقة الجمعية العمومية الوطنية لمدة خمس سنوات وهناك خمس نواب للوزراء بمجموع 28 عضوا لمجلس الوزراء

### البرلمان اللاوسي
يسمي البرلمان اللاوسي (الجمعية الوطنية اللاوسية) والتي أُعيد تشكيلها من خلال دستوري عام 1991م. قانونا في لاوس لا يوجد بها إلا حزب واحد في لاوس وهو حزب الشعب الثوري اللاوسي، تمتد فترة البرلمان خمس سنوات ويبلغ عدد أعضاؤه 115 عضوا.

### القضاء
يتم انتخاب المحكمة العليا ورئيس المحكمة من قبل الجمعية الوطنية اللاوسيه بناء على توصية من اللجنة الدائمة الخاصة بمتابعة القضاء في البرلمان اللاوسي.

### حقوق الإنسان
دستور لاوس الصادر في عام 1991م والمعدل في 2003م يحتوي على الضمانات الأساسية لحقوق الإنسان والتي ينص على أنه لاوس دولة متعددة الأعراق ويلزم الحكومة بالمساواة بين المجموعات العرقية والمساواة بين الجنسين وحرية الدين وحرية التعبير والتجمع، ومع ذلك فقد أثارت منظمة العفو الدولية عن قلقها بشأن معايير حقوق الإنسان وعدم تطابقها معا معايير حقوق الإنسان في الأمم المتحدة وأثارت مخاوف بخصوص حرية التعبير والظروف السيئة في السجون ووضع قيود على الأديان وطالبي اللجوء وعقوبة الإعدام.

### شعب الهمونغ
تاريخيا شعب الهمونغ قاتلو كوحدات مدعومة من أجهزة الاستخبارات المركزية الأمريكية معا الجانب الموالي للحكومة الملكية في حرب لاوس الأهلية، اتهمت الحكومة في ارتكاب جرائم إبادة عرقية ضد الهمونغ يشكل الهمونغ 8% من مجمل سكان لاوس. هاجر ما يقارب 200,000 شخص إلى تايلاند بعد سيطرة الشيوعين على البلاد، بينما كان عدد من مقاتلين الهمونغ اختبأ في جبال محافظة إكسيانج خوانج لسنوات عديدة.

### العلاقات الخارجية
بعد تحول لاوس الي الاشتراكية في ديسمبر 1975م عرف عنها اتخاذ موقف عدائي تجاه الغرب وارتباطها بعلاقات وثيقة مع الاتحاد السوفيتي وحفاظها على علاقات خاصة معا جارتها فيتنام ولكن بعد انهيار الاتحاد السوفيتي حاولت لاوس تحسين علاقاتها مع جيرانها، وحاولت الخروج من عزلتها الدولية وتحسين علاقاتها وتوسيعها مع دول أخرى مثل أستراليا وفرنسا واليابان والسويد والهند واعترافها بمنظمة آسيان في يوليو 1997م وتقديمها طلب للأنضمام لمنظمة التجارة العالمية في عام 1998 م وتوقيع اتفاقية للتجارة مع الولايات المتحدة في عام 2004م، ومحاولة دخولها في العديد من المنظمات الدولية.

## القوات المسلحة
جيش لاو أو القوات المسلحة لجمهورية لاو الديموقراطية الشعبية والتي تأسس في عام 1975م بعد أن تحولت لاوس إلى الاشتراكية بعد أن كان هناك جيش ملكي يخدم منذ الاستقلال حتى تاريخه، يعتبر الجيش واحد من أقل دول العالم نموا ويمتاز بضعف التمويل والموارد حيث بلغت ميزانية الجيش في 1997م 55 مليون دولار أمريكي فقط، يتم تركيز عمل الجيش على الحدود والأمن الداخلي، ويمتاز الجيش بعلاقات قوية مع جيرانه خصوصا فيتنام  التجنيد الإجباري فعال في لاوس ويبدأ سن الخدمة منذ 15 عام كحد أدنى 18 شهرا، ولديه 29100 موظف نشط للجيش فرع للقوات الجوية والبحرية ويعتبر رئيس الجمهورية رئيس الأركان وهناك تشكيلات عسكرية أخرى تسمى ثوار الحزب وجيش جمهوري لاو .

## الجغرافيا

خريطة لاوس لتصنيف كوبن للمناخ.

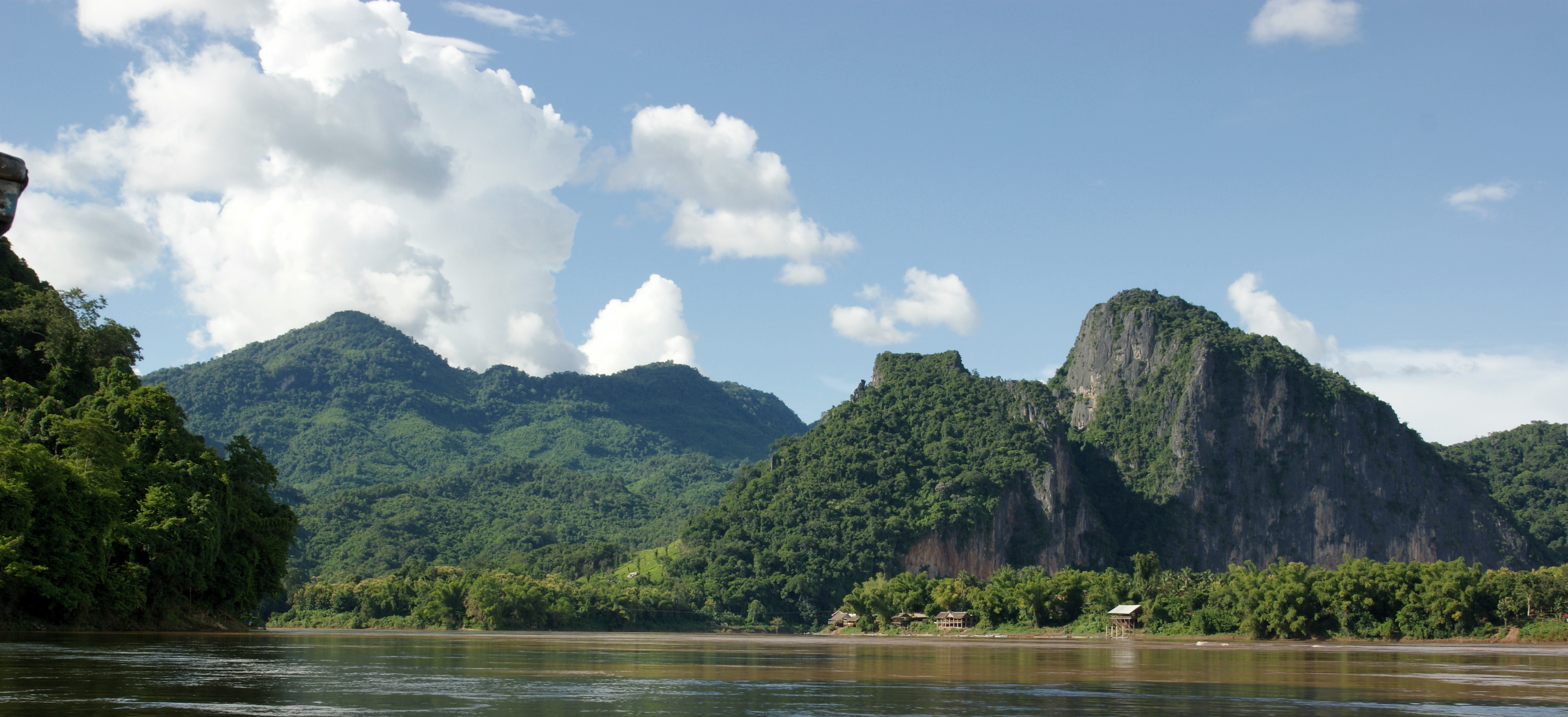
نهر ميكونغ التي تتدفق من خلال لوانغ برابانغ.

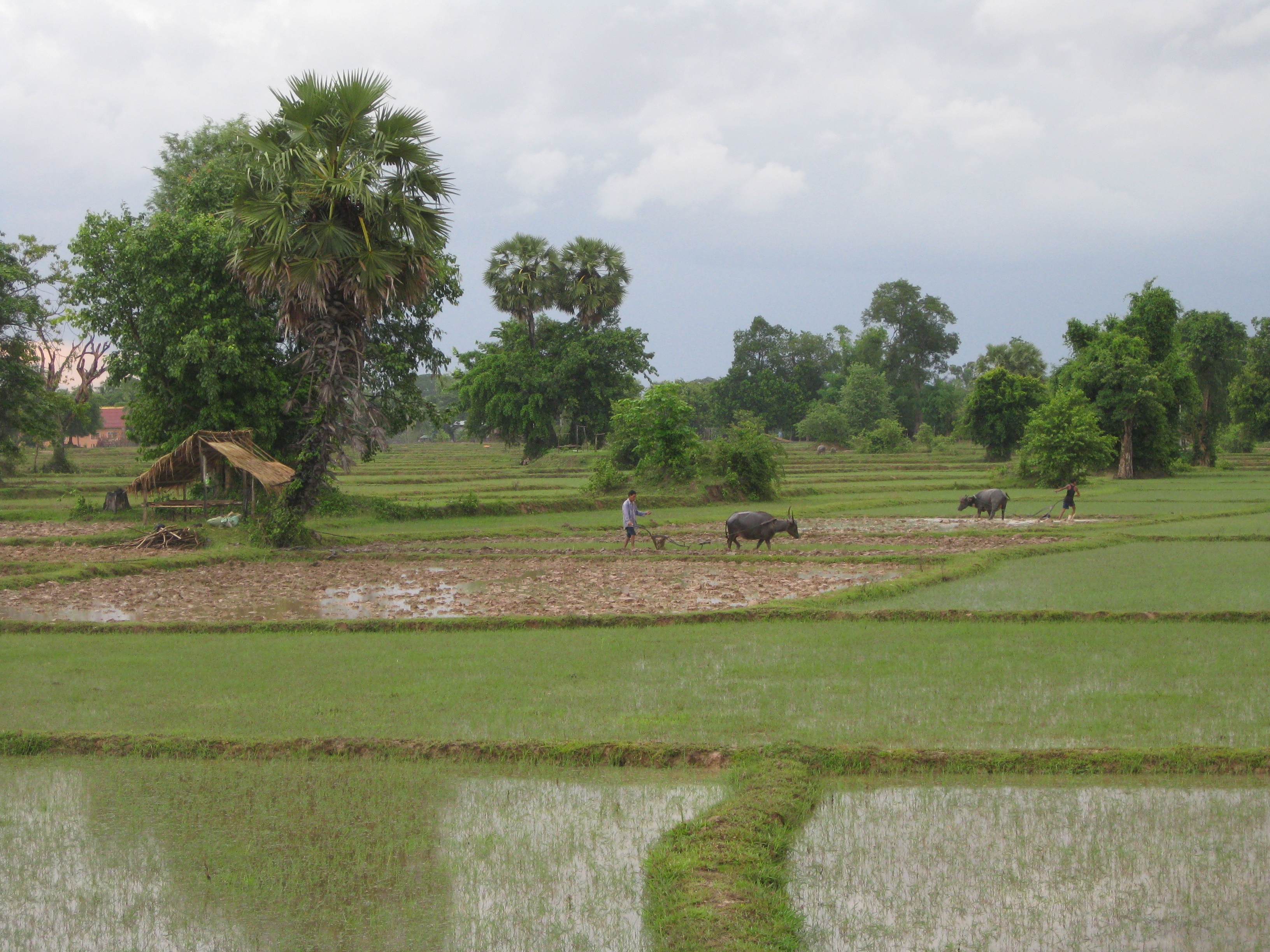
حقول الأرز في لاوس.

لاوس هي البلد الوحيد  غير الساحلي في جنوب شرق آسيا، تقع في الغالب بين خطي العرض 14 درجة و 23 درجة شمالاً (توجد منطقة جنوب 14 درجة) وخطي الطول 100 درجة و 108 درجة شرقًا، شمال شرق تايلاند وإلى الغرب من فيتنام وتقع على مساحة 236800 كيلومترا مربعا في شبه الجزيرة الهندية الصينية تحيط بكل من ميانمار وكمبوديا والصين وتايلاند وفيتنام جعلها موقعها بين دول قوية ومفترق طرق مركزا للتجارة والصراعات والهجرة وهذا ما أثّر على التركيبة العرقية والتوزيع الجغرافي للمجموعات العرقية الحالية.
يفصل نهر ميكونغ معظم الحدود الغربية ويشكل شريان مهم لوسائل النقل ويستخدم للسفر ونقل البضائع على طول النهر في لاوس معظم السنة وتعتبر القوارب الصغيرة وسيلة نقل هامة من خلال العديد من روافد نهر ميكونغ ويتشابه المجتمع التايلاندي الذي يقع شمال شرق تايلاند بالمجتمع اللاوسي الواقع بالجهة المقابلة فلهم نفس اللغة ونفس العرق مما يعكس الاتصال الوثيق الذي كان قائما عبر هذا النهر لعدة قرون وكذلك في الفترات التي كانت هذه المنطقة تحت السيطرة التايلاندية، الحدود الشرقية معا فيتنام تمتد لمسافة 2130 كيلومترا معظمها تقع على سلسلة جبال أناميتي وتعتبر حاجزاً قويا بين الثقافة الصينية التي أثرت في فيتنام وتعتبر الكثافة السكانية في هذه المنطقة منخفضة وتتواجد أقليات قبلية قليلة تشترك لاوس بحدود قصيرة معا كمبوديا حيث تمتد حدودها 541 كيلومترا جنوب لاوس وتطل على مدن ومواقع تاريخية هامة تشترك لاوس بحدود جبلية في الشمال بطول 423 كيلومترا وتشترك بالحدود كذلك معا ميانمار بطول 235 كيلومترا عبر نهر ميكونغ.
طبوغرافيا لاوس معظمها جبلية تتميز بالتضاريس الحادة والأودية الضيقة بإمكانيات زراعية محدودة وتمتد الجبال عبر معظم شمال البلاد بينما يتميز الجنوب بالمساحات الكبيرة التي تكون مناسبة لزراعة الأرز وتربية الماشية تصنف 4% من مساحة لاوس الصالحة للزراعة بينما تزيد هذه النسبة نظراً لقطع الأشجار التجاري المستمر.
في عام 1993، خصصت حكومة لاوس 21% من مساحة أراضي البلاد للحفاظ على الموائل. تعد البلاد واحدة من أربع دول في منطقة زراعة الخشخاش المعروفة باسم "المثلث الذهبي". ووفقًا لكتاب حقائق مكتب الأمم المتحدة المعني بالمخدرات والجريمة الصادر في أكتوبر 2007 بعنوان زراعة الخشخاش في جنوب شرق آسيا ، كانت مساحة زراعة الخشخاش 15 كيلومترًا مربعًا (5.8 ميل مربع)؛ وهذا أقل من 18 كيلومترًا مربعًا (6.9 ميل مربع) في عام 2006.

### الحدود
- تمتلك لاوس حدود برية مشتركة مع خمس دول فقط بمجموع 5,083 كيلومترا.

### المناخ
موقعها الجغرافي منحها المناخ السائد في معظم بلاد شرق آسيا، حيث تتميز لاوس بمناخ استوائي السافانا الاستوائية، ويتأثر بنمط الرياح الموسمية، مع موسم من الأمطار من شهر مايو وحتى شهر أكتوبر بينما يتميز المناخ من نوفمبر وحتى فبراير بموسم بارد وجاف بينما يتميز شهري مارس وأبريل بموسم حار وجاف، الرياح الموسمية تحدث بجميع أنحاء البلاد بنفس الوقت على الرغم من اختلافها من سنة إلى أخرى بينما الأمطار تختلف نسبتها فقد سجلت أعلى كمية 3600 مليمتر في محافظة تشامباساك بينما سجلت أدنى نسبة أمطار في لوانغ برابانغ بحوالي 1360 ملم، الأمطار ليست كافية للزراعة حيث تؤثر بإنتاج الأرز سنويا في حالة انخفاضها متوسط درجات الحرارة حول 40 درجة مئوية.[بحاجة لمصدر]
| البيانات المناخية لـفيينتيان      | البيانات المناخية لـفيينتيان | البيانات المناخية لـفيينتيان | البيانات المناخية لـفيينتيان | البيانات المناخية لـفيينتيان | البيانات المناخية لـفيينتيان | البيانات المناخية لـفيينتيان | البيانات المناخية لـفيينتيان | البيانات المناخية لـفيينتيان | البيانات المناخية لـفيينتيان | البيانات المناخية لـفيينتيان | البيانات المناخية لـفيينتيان | البيانات المناخية لـفيينتيان | البيانات المناخية لـفيينتيان |
| الشهر                             | يناير                        | فبراير                       | مارس                         | أبريل                        | مايو                         | يونيو                        | يوليو                        | أغسطس                        | سبتمبر                       | أكتوبر                       | نوفمبر                       | ديسمبر                       | المعدل السنوي                |
| --------------------------------- | ---------------------------- | ---------------------------- | ---------------------------- | ---------------------------- | ---------------------------- | ---------------------------- | ---------------------------- | ---------------------------- | ---------------------------- | ---------------------------- | ---------------------------- | ---------------------------- | ---------------------------- |
| متوسط درجة الحرارة الكبرى °م (°ف) | 28.4 (83.1)                  | 30.3 (86.5)                  | 33.0 (91.4)                  | 34.3 (93.7)                  | 33.0 (91.4)                  | 31.9 (89.4)                  | 31.3 (88.3)                  | 30.8 (87.4)                  | 30.9 (87.6)                  | 30.8 (87.4)                  | 29.8 (85.6)                  | 28.1 (82.6)                  | 31.1 (88.0)                  |
| متوسط درجة الحرارة الصغرى °م (°ف) | 16.4 (61.5)                  | 18.5 (65.3)                  | 21.5 (70.7)                  | 23.8 (74.8)                  | 24.6 (76.3)                  | 24.9 (76.8)                  | 24.7 (76.5)                  | 24.6 (76.3)                  | 24.1 (75.4)                  | 22.9 (73.2)                  | 19.3 (66.7)                  | 16.7 (62.1)                  | 21.8 (71.2)                  |
| الهطول سم (إنش)                   | 7.5 (3.0)                    | 13.0 (5.1)                   | 33.7 (13.3)                  | 84.9 (33.4)                  | 245.8 (96.8)                 | 279.8 (110.2)                | 272.3 (107.2)                | 334.6 (131.7)                | 297.3 (117.0)                | 78.0 (30.7)                  | 11.1 (4.4)                   | 2.5 (1.0)                    | 1٬660٫5 (653.8)              |
| متوسط الأيام الممطرة              | 1                            | 2                            | 4                            | 8                            | 15                           | 18                           | 20                           | 21                           | 17                           | 9                            | 2                            | 1                            | 118                          |
| المصدر:                           |                              |                              |                              |                              |                              |                              |                              |                              |                              |                              |                              |                              |                              |

## التقسيمات الإدارية

محافظات لاوس

- تنقسم جمهورية لاوس الي 16 محافظة بالإضافة إلى منطقة إدارية خاصة وهي مقاطعة فيينتيان تنقسم المحافظات إلى بلديات وقرى.[37]

| الرقم | محافظة          | العواصم        | مساحة (كم²) | السكان  |
| ----- | --------------- | -------------- | ----------- | ------- |
| 1     | أتابيو          | أتابيو         | 10,320      | 114,300 |
| 2     | بوكيو           | بان هوايكساي   | 6,196       | 149,700 |
| 3     | بوليخاماسي      | باكسان         | 14,863      | 214,900 |
| 4     | تشامباساك       | باكسي          | 15,415      | 575,600 |
| 5     | هوا فان         | زام نو         | 16,500      | 322,200 |
| 6     | خامواني         | ثاخيك          | 16,315      | 358,800 |
| 7     | وانغ نامثا      | وانغ نامثا     | 9,325       | 150,100 |
| 8     | لوانغ برابانغ   | لوانغ برابانغ  | 16,875      | 408,800 |
| 9     | أودومكساي       | موانج إكساي    | 15,370      | 275,300 |
| 10    | فونغسالي        | فونغسالي       | 16,270      | 199,900 |
| 11    | سايذيبولي       | سايذيبولي      | 16,389      | 382,200 |
| 12    | سالافان         | سالافان        | 10,691      | 336,600 |
| 13    | سافانخت         | سافانخت        | 21,774      | 721,500 |
| 14    | سيكونغ          | سيكونغ         | 7,665       | 83,600  |
| 15    | مقاطعة فيينتيان | فيينتيان       | 3,920       | 726,000 |
| 16    | محافظة فيينتيان | موانغ فون هونغ | 15,927      | 373,700 |
| 17    | إكسيانج خوانج   | فونسافان       | 15,880      | 37,507  |

## التركيبة السكانية

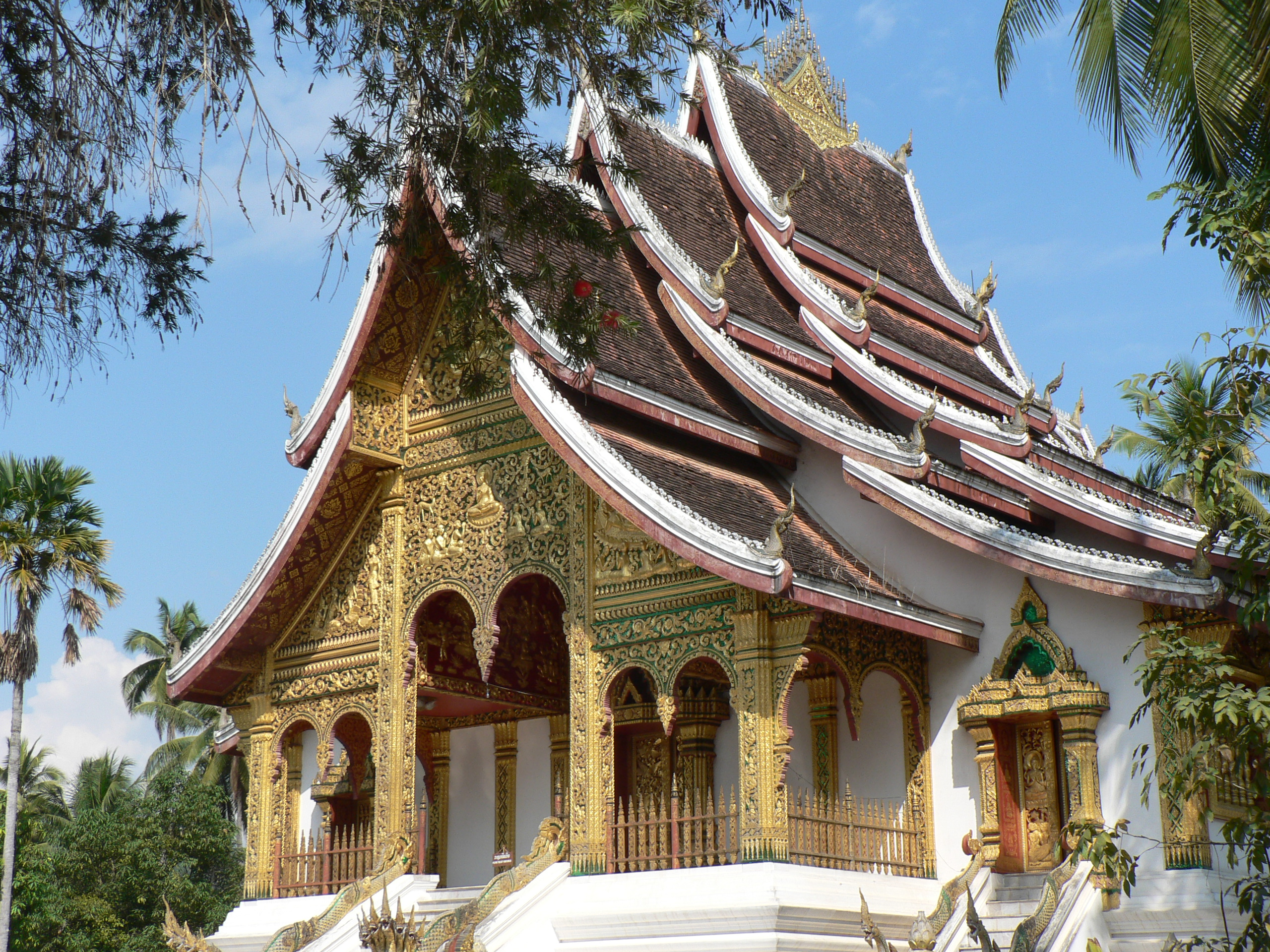
معبد بوذي في القصر الملكي في لوانغ برابانغ

ينقسم سكان لاوس إلى مجموعتين لُغَويتين (الصينية التيبتية) من الصين التي تشمل شعوب لاو وهمونغ ويسموّن أيضًا ميو، وتاي، والخمير الحمر من جنوبيّ آسيا فتشمل شعوب الخا، ويعتبر لاوس بلد مختلف العرقيات ويحتفظ بأصغر متوسط سكان في منطقة جنوب شرق آسيا حيث يبلغ المتوسط 19.3 سنة، ويقدر عدد السكان بـ6.8 مليون نسمة مما يضعها في المرتبة 104 عالميا حسب التعداد السكاني ويجعلها أولا بأقل الدول تعدادا للسكان في جنوب شرق آسيا، أغلب السكان يعيشون حول نهر ميكونغ وروافده وتعتبر العاصمة فينتيان أكبر مدينة تشكل عرقية لاو ما يقارب 55% وهي المجموعة العرقية المسيطرة سياسيا وثقافيا بينما يشكل الخمير 11% من السكان والهمونغ 8%، والفيتناميون 2% بينما تشكل حوالي 100 عرقية أخرى من الأقليات المنتشرة في لاوس

### الدين
يدين حوالي 67% من سكان لاوس بالديانة البوذية ويعتبر مذهب ثيرافادا هو الأقوى في لاوس حيث هناك ما يقارب 5 آلاف معبد منتشر حول البلاد، وتعتبر الديانة المسيحية هي أقلية في البلاد حيث تقدر بحوالي 1,5% فقط، المسلمين يشكلون أقلية في لاوس حيث يقدر عدد المسلمين من مجموع السكان 0,01%  فقط وتتشكل أغلبيتهم في العاصمة فينتيان مع وجود مسجد جامع في العاصمة، بينما 31.5% من السكان يعتنقون مذاهب وديانات أخرى.

## الاقتصاد

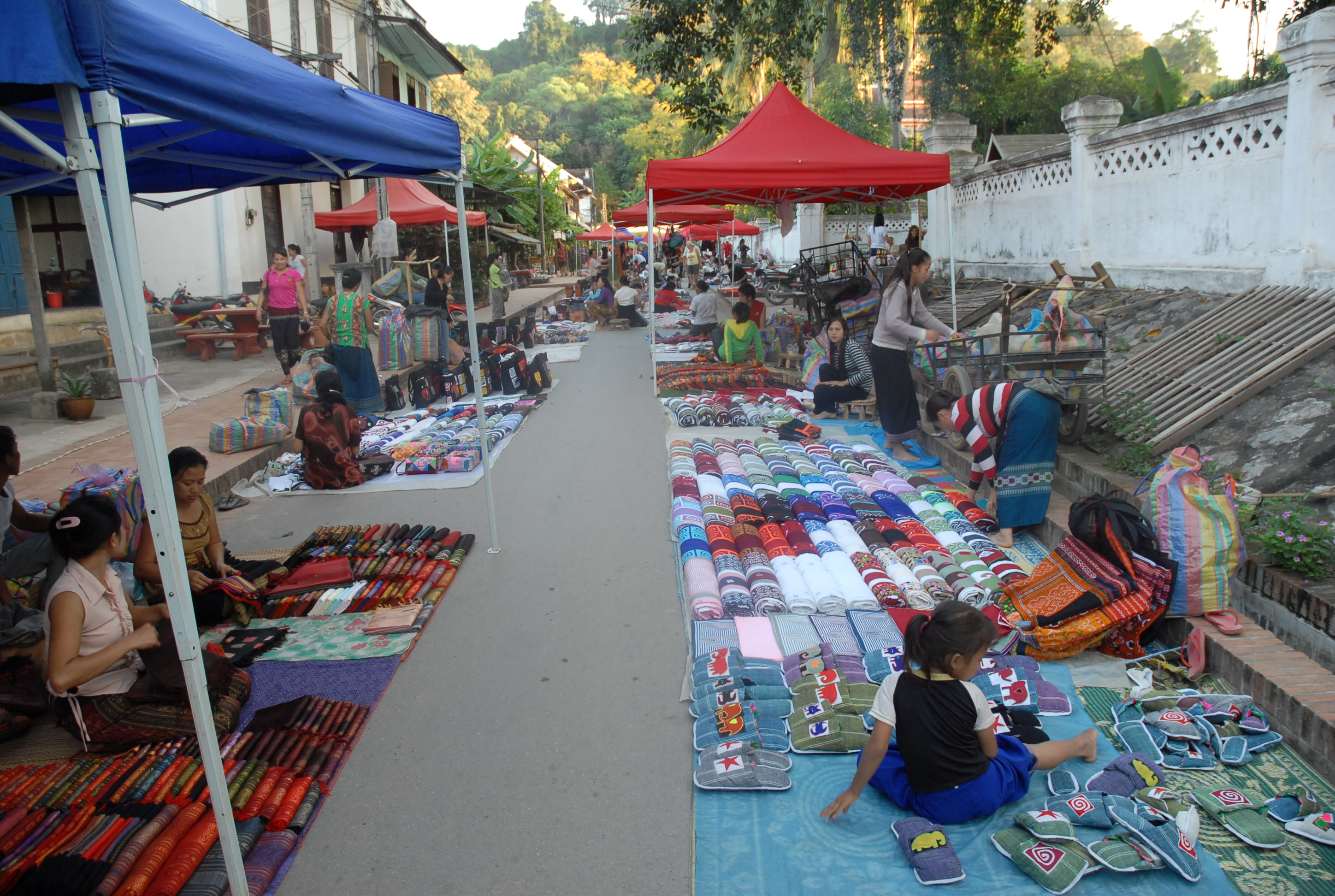
السوق الليلة في لوانغ برابانغ

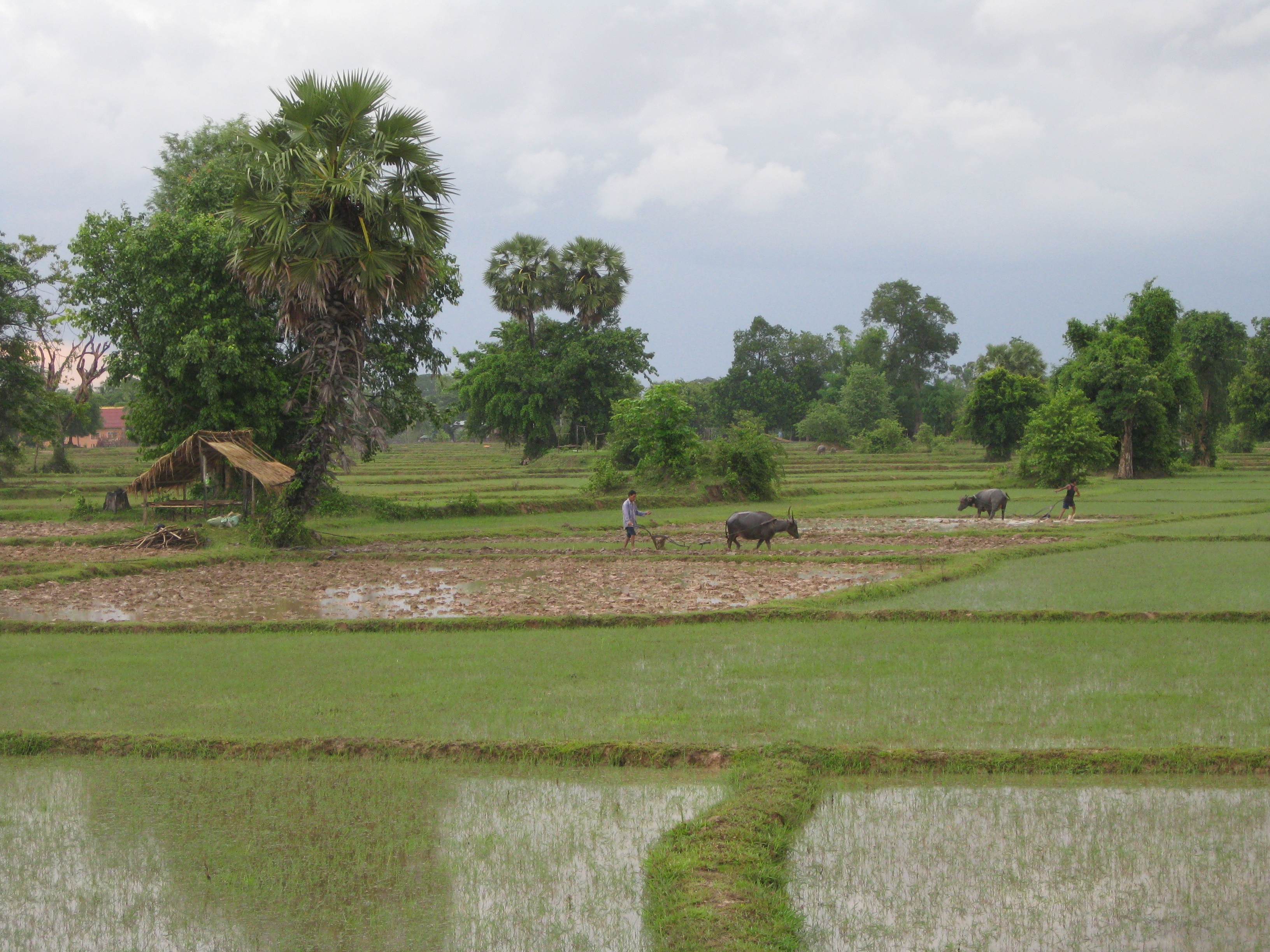
حقول الأرز في لاوس

عرف اقتصاد لاوس نموا سريعا حيث شجعت الحكومة اللامركزية وتشجيع المشاريع الخاصة بدءا من عام 1986م، وأصبحت لاعبا إقليميا كمورد للطاقة الكهرومائية لجيرانها مثل فيتنام والصين وتايلاند ، وافتتحت بورصة لاوس في عام 2011م ولكن تعتبر لاوس واحدة من أفقر بلدان جنوب شرق آسيا وعدم كفاية البنية التحتية وقوة عمل غير ماهرة ويبلغ دخل الفرد وفقا لعام (2009) 2300 دولار أمريكي

### الزراعة
تعتبر الزراعة أساس اقتصاد لاوس حيث توظف حوالي 85% من السكان وتساهم بحوالي 51% من الناتج المحلي الإجمالي وتعتمد الزراعة بشكل أساسي على الأرز، اضطرت لاوس على الاعتماد على المساعدات الخارجية والقروض الميسرة من أجل تنمية المنتجات الزراعية التي تشمل الخضروات والبطاطا والذرة والبن وقصب السكر والتبغ والقطن والشاي والفول السوداني والأرز وتربية الماشية والدواجن، حيث بلغت نسبة القروض والمنح في ميزانية 1999م 20% من إجمالي الناتج المحلي وحوالي 75% من الاستثمارات العامة

### البيئة
تعاني لاوس بشكل متزايد من المشاكل البيئية وتحديداً قطع أشجار الغابات  وتوسيع نطاق الاستغلال التجاري للغابات. هذا وحذّر برنامج الأمم المتحدة الإنمائي بأن «حماية البيئة والاستخدام المستدام للموارد الطبيعة في لاوس أمر حيوي للحد من الفقر والنمو الاقتصادي»

### السياحة
تفي لاوس مواطني روسيا وكوريا واليابان ومواطني منظمة الآسيان بما في ذلك ماليزيا وسنغافورة والفلبين دخول لاوس بتأشيرة حرة ، ما عداهم يتم إصدار تأشيرة دخول من خلال السفارات والقنصليات التابعة لجمهورية لاوس في الخارج أو في مراكز الحدود في جمهورية لاوس وتصل مدتها لخمسة عشر يوما

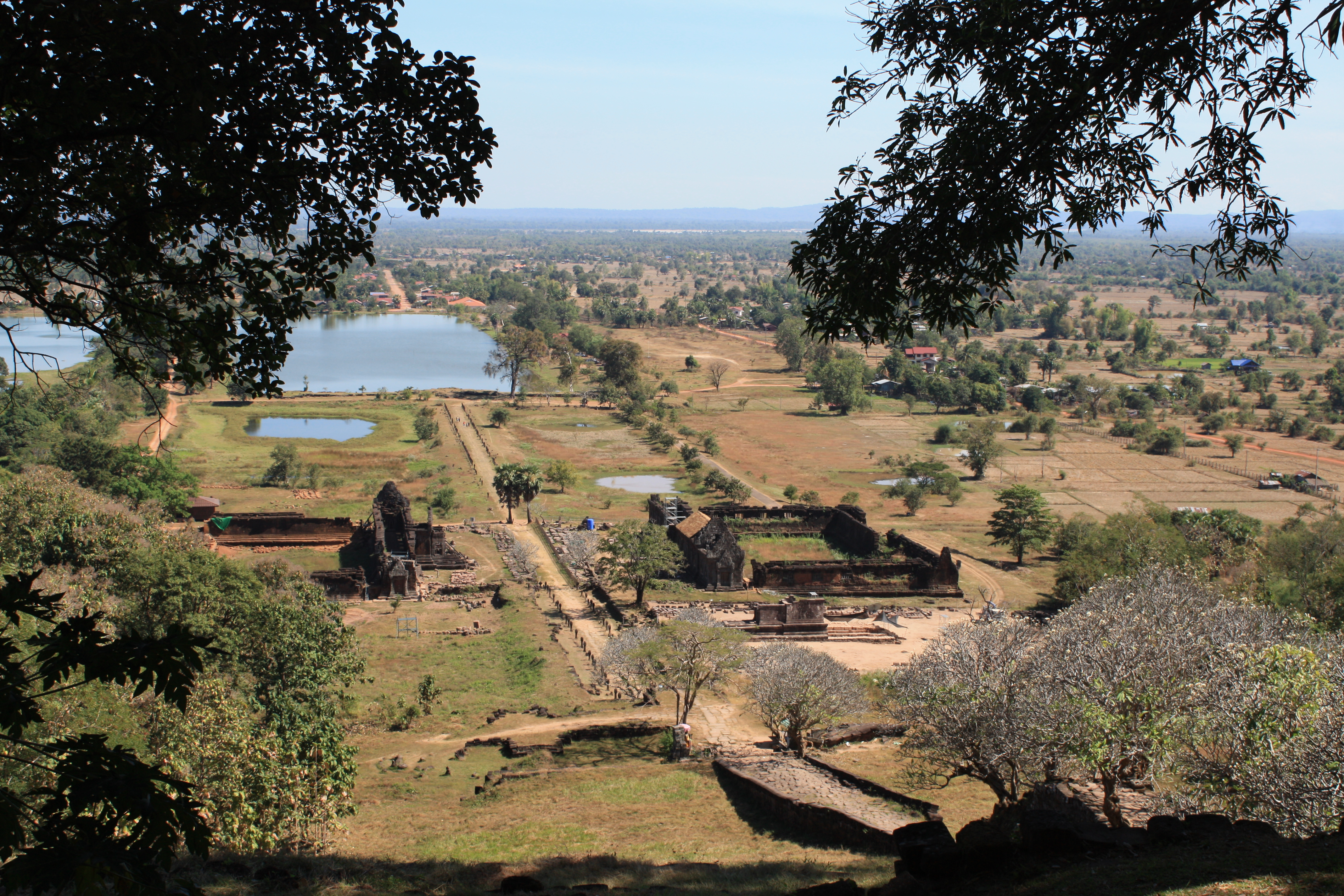
منظر معبد فات فو في جنوب لاوس الذي يرجع لحقبة الخمير.

حقق القطاع السياحي في لاوس نمواً كبيراً وقفزة هائلة ففي عام 1990م زار لاوس 80,000 زائر أجنبي بينما تشير إحصائيات عام 2010م تحقيق مليون و 876 ألف زائر أجنبي  ومن المتوقع أن يحقق قطاع السياحة دخلا في عام 2020م بحوالي مليار ونصف المليون دولار أمريكي وتوفير 10,09% من الوظائف وزيادة تصدير السلع السياحية بنسبة 15,5%.
من أبرز المعالم السياحية في لاوس هي المعابد البوذية المنتشرة في العاصمة والقرى والمدن الكبرى وتنشط الرحلات الجبلية في شمال لاوس التي تتضمن الإقامة في الريف وكذلك رحلات التجديف من خلال نهر ميكونغ وتجذب متسلقي الجبال حيث هناك تشكيلات الحجر الجيري في شمال لاوس التي تكون مثالية لتسلق الصخور

#### مواقع التراث العالمي
- مدينة لوانغ برابانغ، التي يعود تاريخ عراقتها إلى القرنين التاسع عشر والعشرين. منذ العام 1995 [46]
- معبد فات فو، المعبد الواقع في تشامباساك الذي يعود بنائه قبل أكثر من ألف عام. منذ 2001 [47]

## النقل والمواصلات

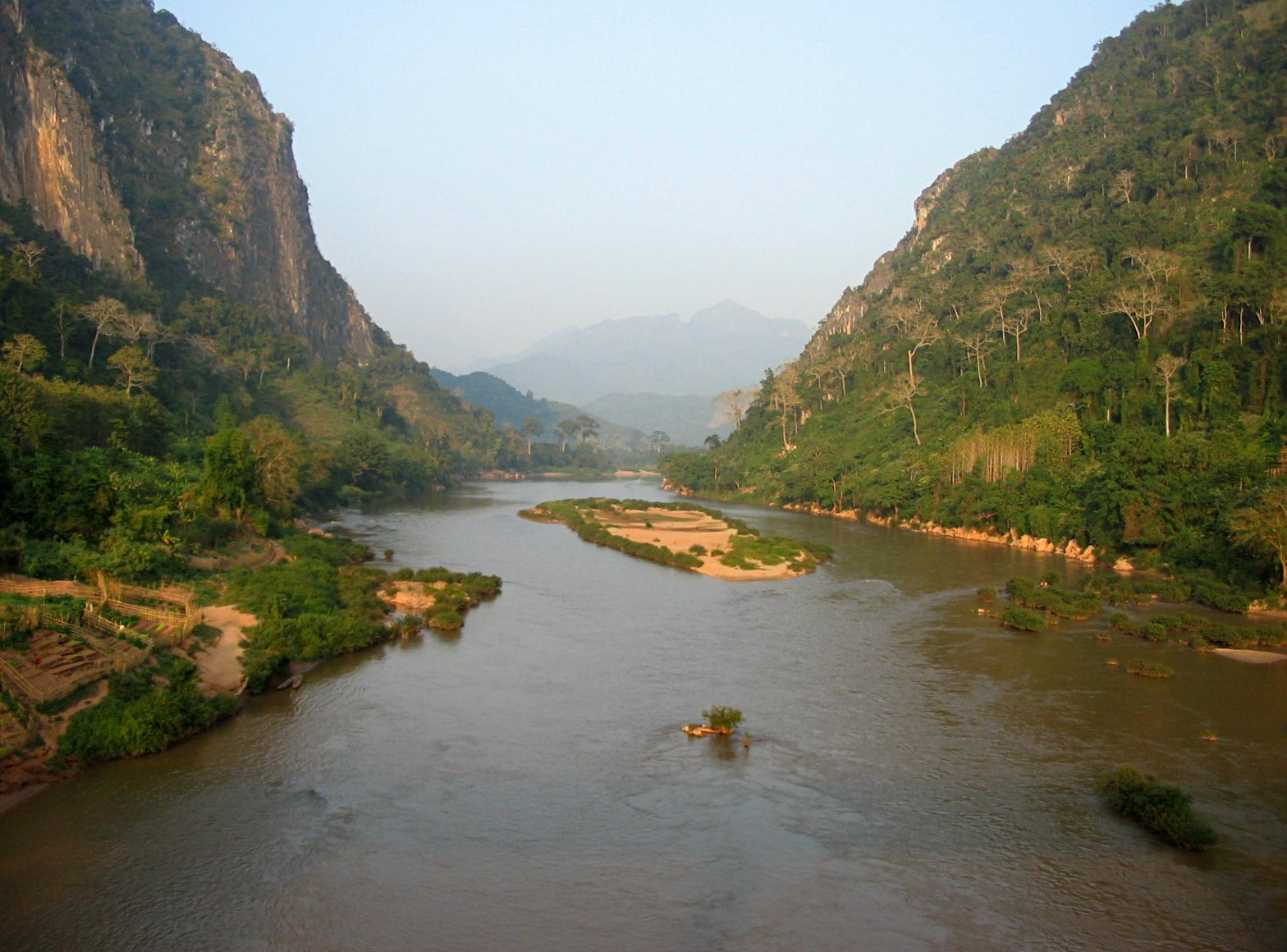
الأنهار وسيلة نقل هامة في لاوس.

تعتبر الأنهار وسيلة النقل الرئيسية في لاوس حيث يعتمد السكان على نهر ميكونغ وروافدة في التنقل من خلال القوارب الخشبية، تعمل شركات طيران دولية في لاوس حيث تسير الخطوط الجوية التايلاندية والخطوط الجوية الفيتنامية وخطوط شرق الصين وطيران بانكوك رحلات منتظمة إلى لاوس بما في ذلك شركة الطيران الوطنية.
تفتقر البلاد إلى البنية التحتية الكافية للمواصلات حيث لا يوجد في لاوس خطوط سكك حديدة باستثناء وصلة قصيرة بين فينتيان وتايلاند على جسر الصداقة التايلاندية اللاوسية، هناك طرق رئيسية تربط المراكز الحضرية الكبرى ولكن هناك قرى بعيدة لا ترتبط بطرق رئيسية ولا يمكن الوصول إليها إلا عن طريق الطرق غير المعبدة والتي لا تكون متاحة على مدار السنة الاتصالات الخارجية والداخلية محدودة لكن الهواتف المحمولة أصبحت منتشرة في المراكز الحضرية

### المطارات

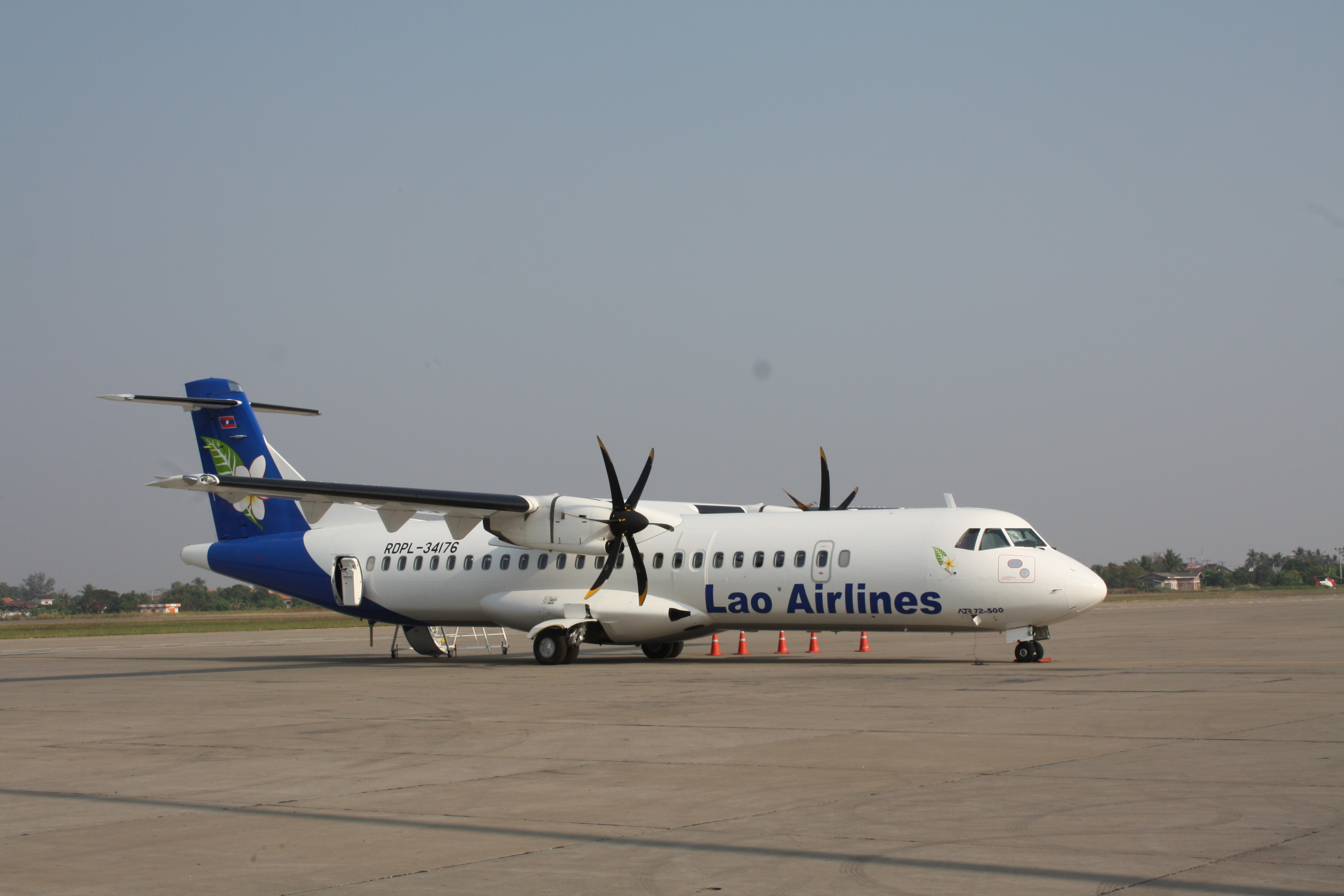
إحدى طائرات طيران لاوس في مطار واتاي، فيينتيان

يتوفر 14 مطار في لاوس ما بين مطار داخلي وعسكري ثلاثة منها مطارات دولية
- مطار واتاي: المطار العامل في العاصمة فيينتيان وهو المطار الرئيسي في لاوس ومركز التشغيل الرئيسي للخطوط الجوية اللاوسية
- مطار باكسي: تعمل شركة الطيران اللاوسية الوطنية وحيدة من خلال هذه المطار ومن أبرز الوجهات بانكوك، سيام ريب(كمبوديا)، هو تشي منه(فيتنام).
- مطار لوانغ برابانغ: المطار العامل في مدينة لوانغ برابانغ وتعمل ثلاث شركات طيران بالمطار (طيران بانكوك، طيران فيتنام، طيران لاوس).

### البنية التحتية
جزء كبير من البلاد يفتقر إلى البنية التحتية الملائمة. لاوس لا يوجد لديه خطوط السكك الحديدية، باستثناء وصلة قصيرة للتواصل مع تايلاند فينتيان فوق جسر الصداقة التايلاندية اللاوسية. وكانت الطرق الرئيسية التي تربط المراكز الحضرية الرئيسية، خاصة في شارع 13، ورفع مستواها بصورة ملحوظة في السنوات الأخيرة، ولكن يمكن الوصول إلى القرى البعيدة عن الطرق الرئيسية فقط من خلال الطرق غير المعبدة التي قد لا تكون متاحة على مدار السنة.

## الثقافة

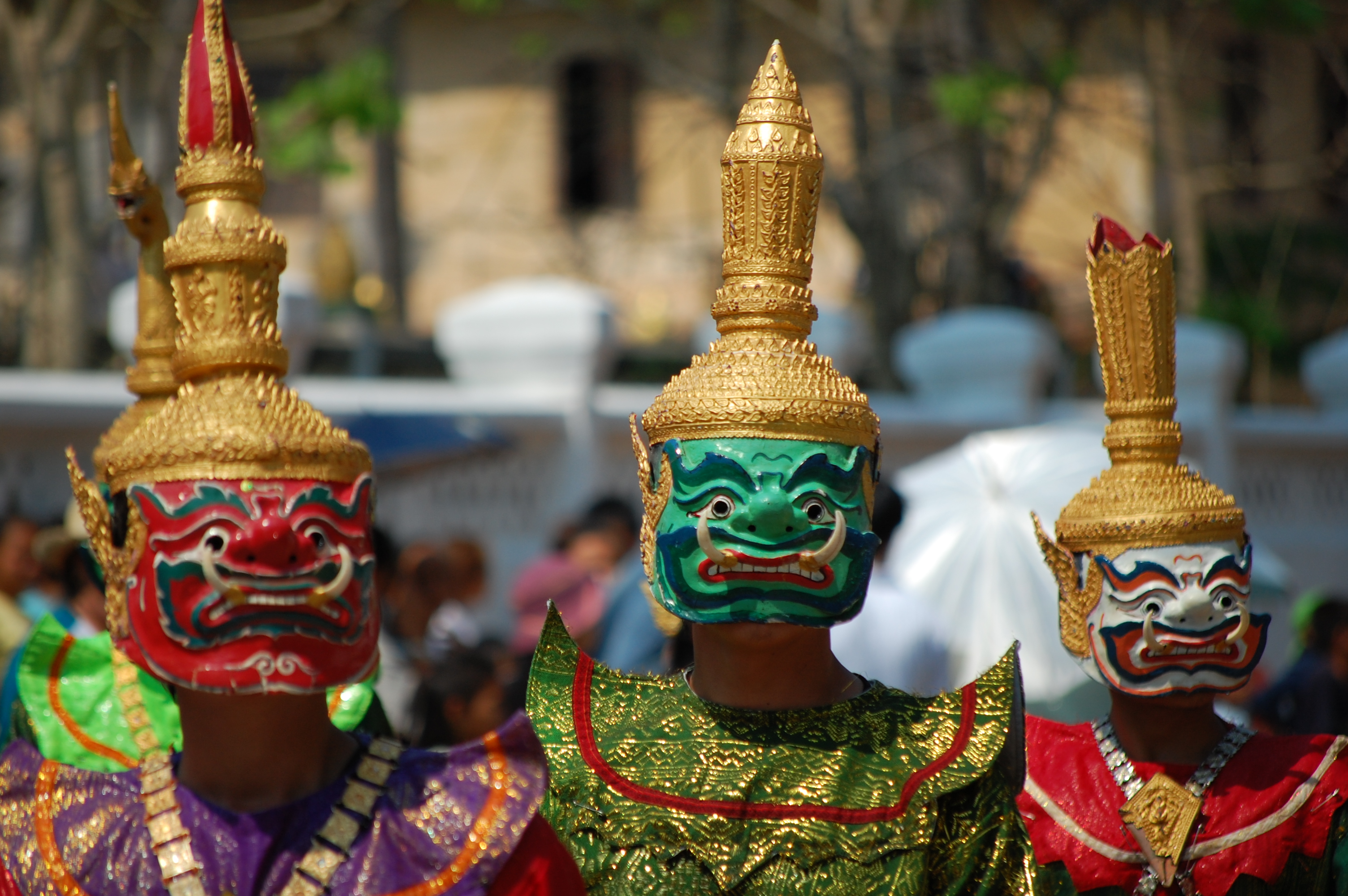
أحتفالات شعبية في لاوس خلال حفل رأس السنة.

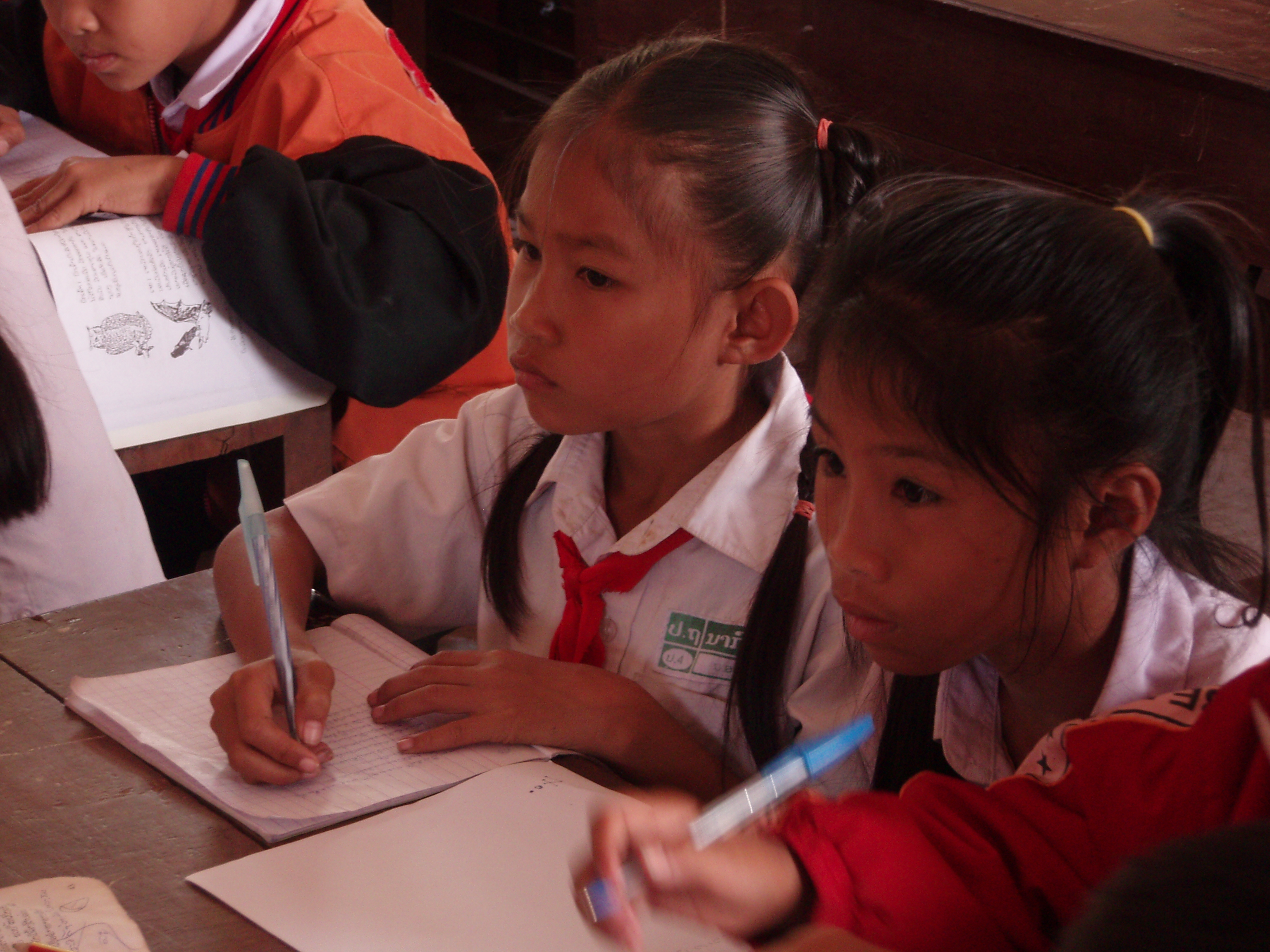
طلاب في مدرسة ريفية جنوب لاوس

تسطير الثقافة البوذية ثيرافادا وتهيمن على الثقافة الشعبية وينعكس ذلك في جميع أنحاء البلاد في الفن والمعابد والأدب والفنون التشكيلية وكذلك تأثرت الثقافة بالهند والصين وتنعكس هذه التأثيرات في جميع أنحاء لاوس، وتشتهر موسيقي لاوس بالتقاليد والآلات الموسيقية الشعبية.

### الزواج
يعتبر تعدّد الزوجات جريمة وفقا للقانون في لاوس وعلى الرغم من أن العقوبة طفيفة إلا أنه هناك حالات تعدد الزوجات تمارس في عرقية همونغ.

### التعليم

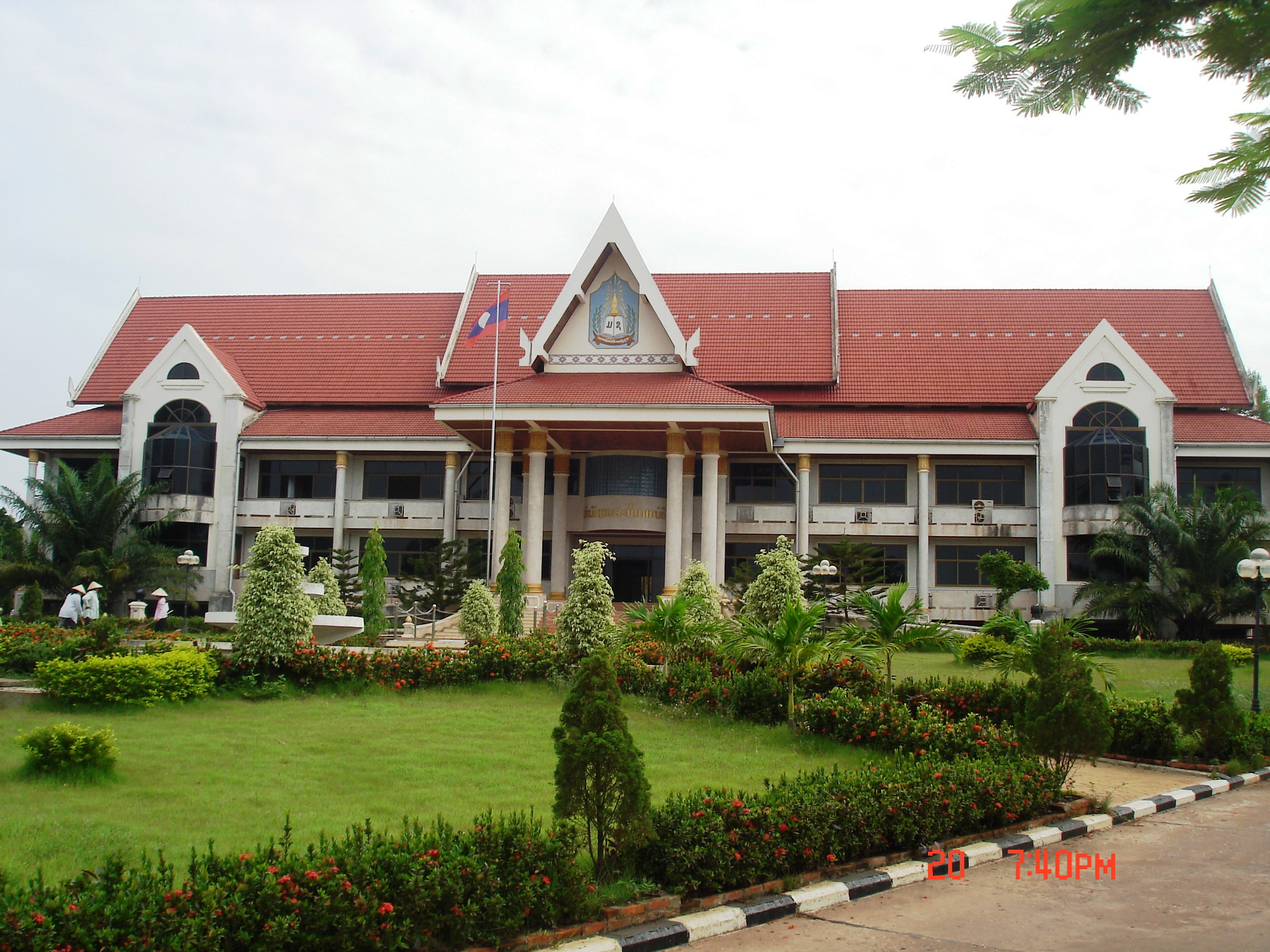
جامعة لاوس الوطنية.

بلغ معدل الإناث البالغات اللواتي يمكنهن القراءة والكتابة 62.9% عام 2017؛ للرجال البالغين 78.1%.:39-40
في عام 2004، بلغ معدل الالتحاق بالمدارس الابتدائية 84%. جامعة لاوس الوطنية هي الجامعة العامة في ولاية لاو. باعتبارها دولة منخفضة الدخل، تواجه لاوس مشكلة هجرة الأدمغة حيث يهاجر العديد من الأشخاص المتعلمين إلى البلدان المتقدمة. تشير التقديرات إلى أن حوالي 37% من اللاوسيين المتعلمين يعيشون خارج لاوس. احتلت لاوس المرتبة 110 في مؤشر الابتكار العالمي عام 2023. لكنها تراجعت للمركز 111 وفق مؤشر عام 2024.

### الإعلام
تنشر جميع الصحف من قبل الحكومة وتصدر فينتيان تايمز باللغة الإنجليزية واللغة الفرنسية وتسمى وكالة الأنباء الرسمية في لاوس 'خاو سان أوس"، وتصدر كذلك في لاوس تسع صحف يومية و 90 مجلة إسبوعية بالإضافة الي 43 محطة راديو و 32 قناة تلفزيونية.

### الصحة
يبلغ إنفاق الحكومة على الخدمات الصحية من الناتج المحلي 4,1%، على الرغم من جهود الحكومة في إصلاح الوضع الصحي إلا أنها فشلت تماما. قدر برنامج الأمم المتحدة المصابين بفيروس نقص المناعة المكتسبة بعدد 3700 في عام 2005 إلا أن هذا الرقم واصل في النمو.

### الأعياد والعطلات الرسمية
الأعياد واحتفالات اللاوسيين مرتبطة بعاداتهم الشديدة الصلة بالديانات الوثنية التي يعتقدون فيها ومن أهم احتفالاتهم ومهرجاناتهم مهرجان يعرف بمهرجان الصخرة يحرص القرويون والفلاحين على إقامته سنويّا قبل موسم الأمطار، حيث يقام هذا المهرجان نهاية شهر مارس من كل عام، تحرق في هذا الاحتفال كميات كبيرة من أخشاب قصب البامبو تأخذ شكل الصخور، حيث يقوم المحتفلين بتزيين وتلوين الأكوام ويلبسونها أقنعة وذيول ضخمة على شكل التنين ويمرحون ويرقصون يدورون على شكل حلقات بسرعة عالية جداً توارثوها عبر الأجيال.

### الرياضة في لاوس
يرجع تاريخ تأسيس اتحاد لاوس لكرة القدم إلى العام 1951م وقبوله كعضو في الفيفا إلى 1952م وانضم إلى الاتحاد الآسيوي في العام 1980م، لم يسبق لمنتخب لاوس لكرة القدم الدخول في بطولة دولية كبرى واقتصرت مشاركاته على البطولات الإقليمية الخاصة بجنوب شرق آسيا وكأس التحدي الآسيوي، تعتبر لعبة كرة القدم ذات شعبية في لاوس وينشط حوالي 60 ناديا تتنافس على مختلف الدرجات في الدوري المحلي في لاوس .